# Lawa-Lawa Luo (Ulugawo)
Lawa-Lawa Luo is een bestuurslaag in het regentschap Nias van de provincie Noord-Sumatra, Indonesië. Lawa-Lawa Luo telt 651 inwoners (volkstelling 2010).